# 球果群心菜
球果群心菜（学名：Lepidium chalepensis）为十字花科独行菜属的植物。分布在欧洲、亚洲以及中国大陆的甘肃、西藏、新疆等地，生长于海拔680米至3,800米的地区，多生于路边、草地、山谷、河滩以及村旁，目前尚未由人工引种栽培。